# Departamentul Birni N'Konni
Departamentul Birni N'Konni este un departament din  regiunea Tahoua, Niger, cu o populație de 363.176 locuitori (2001).